# سابقه (فیلم ۱۹۵۹)
«سابقه» (انگلیسی: Career (1959 film)) یک فیلم به کارگردانی جوزف آنتونی است که در سال ۱۹۵۹ منتشر شد.

## بازیگران
- دین مارتین
- آنتونی فرنسیوسا
- شرلی مک‌لین
- کارولین جونز
- جوآن بلکمن
- رابرت میدلتون